# リディア・リトヴァク
リディア・ウラジーミロヴナ・リトヴァク（ロシア語: Лидия Владимировна Литвяк, 英語: Lydia Vladimirovna Litvyak, 1921年8月18日 - 1943年8月1日）は、第二次大戦中のソ連空軍の女性パイロット。エカテリーナ・ブダノワとともに、史上2人しかいない女性エース・パイロットの1人である。

撃墜数について公式な記録はなく、個人スコアは12（一方でスコアを11や13だとする意見もある）。協同スコアも2とするもの、4とするものがある 。66回のミッションをこなした 。
モスクワ出身。クラスニイ・ルーチ（現ウクライナ）に亡くなる。
主な搭乗機は、ヤコブレフYak-1(黄の44号機)とYak-1b(白の23号機)。

## 略歴
モスクワにてロシア人の家庭に生まれた。母アンナは店員、父ウラジーミルは鉄道員、列車運転士として働いていた。大粛清の間、父は「人民の敵」として逮捕され、行方不明になったとされている。彼女は、幼い頃から航空学に親しんでいた。14歳のときに航空クラブへ入り、翌年にははじめて飛行機に乗って空を飛んでいる。ヘルソン飛行教官航空学校を卒業後、1930年代後半には教官の資格を得てカリーニン航空クラブで働く。

### 婦人部隊
1941年6月独ソ戦が開始され、リトヴァクは航空部隊へ入隊しようとするが、経験の不足により拒絶された。しかし意図的に大戦前の彼女の飛行時間が100時間を越えていると水増しされたうえで、リトヴァクは全成員が女性の第586戦闘機航空連隊へと配属されることになる。マリーナ・ラスコーワによって組織された部隊であった。彼女はそこでYak-1の搭乗経験を積む。同連隊で、配属された女性飛行士全員が髪を切るように命じられた際、リトヴァクは最後の一人になるまでそれに抗った。

### 男性部隊
1942年の夏、サラトフで彼女は初空戦を行い、9月には第437戦闘機航空連隊へ転属する。この部隊はスターリングラードを主戦場にする男性部隊だった。9月10日にエカテリーナ・ブダノワ、マリア・クズネツォワ、ライザ・ヴェリアエワとともに男性の地上クルーを連れて、連隊の飛行場があったヴォルガ川の東岸に向うが、到着した時に基地が空襲を受けていたためスレードナヤ・アフトゥーバ基地へ移動。ここで彼女はYak-1(白の2番機)に搭乗し、戦果を挙げた。この時の彼女について「リーリャ・リトヴァクは非常に攻撃的でかつ優れたパイロットでもあり、生まれながらの戦闘機乗りだ」とボリス・エレーミンは回想している。彼はのちの空軍中将であり、リトヴァクとブダノワの所属する航空師団の連隊長だった。リトヴァクが初撃墜を果たしたのは1942年9月13日、彼女にとって二度目の空中戦においてである。それはC.ダニロフ少佐率いる四機のYak-1が、スターリングラード上空でBf-109に援護されていたJu-88を撃墜したもので、彼女の攻撃を受けたJu 88は炎に包まれ墜落した。これは史上初めて女性によってなされた撃墜であると考えられている(これには異説もある )。それから彼女は中隊長ライザ・ヴェリアエワを追尾していたBf 109 を撃墜した。このBf 109に搭乗していたのは、アーウィン・マニエール曹長であった。彼は第54戦闘航空団第2飛行隊に所属し、11のスコアを持つエース・パイロットでもあった。マニエールはパラシュートで脱出したがソ連軍の捕虜となった。彼は自分を撃ち落したパイロットに会わせてほしいと頼んだが、彼を撃墜したリトヴァクを前に棒立ちになった彼は、自分が馬鹿にされているのかと考えた。しかし撃墜までの戦闘経過をリトヴァクが細部まで完璧に解説したことで、やっと彼は自分が女性パイロットに撃墜されたのだと理解したのである。9月27日にはJu 88を相手にスコアを一つ伸ばす。これが彼女の最初のスコアだとする意見もある。9月14日にはリトヴァクはBf 109を1機撃墜した。

### フリー・ハンター
1942年の後半にリトヴァクは第9護衛戦闘航空連隊に移った。翌年1月に同連隊はP-39で再編成されたため、彼女とブダノワはニコライ・ヴァラノフの第296戦闘航空連隊に移り、Yak-1機に乗り続けた。2月23日、彼女は赤星章を受ける。中尉となり、精鋭によるОхотник（狩人）あるいは「フリー・ハンター」と呼ばれる航空戦術に参加するメンバーにも選抜された。これは熟練したパイロットがペアを組み、彼らの裁量でターゲットを探すというものだった。大戦中に二度、リトヴァクは空中戦で被弾、負傷し
、不時着を余儀なくされたことがある(1943年3月22日及び7月16日）。この時は偶然飛行していたIL-2のパイロットに発見されIL-2のパイロットは不時着したリトヴァクの機体の横にIL-2を着陸させ、救助した。
第73護衛戦闘航空連隊にいる間、彼女はアレクセイ・ソロマチン大尉の僚機を務めた。彼もまた15機撃墜のエース・パイロットであったが、5月21日に行った新人パイロットとの飛行訓練中に殉職、リディアは非常な衝撃を受けた。母への手紙には、ソロマチンが死んだ後になってはじめて自分が彼を愛していたことに気づいた、と書かれている。同部隊の機体整備兵であったニーナ・パスポルトニコワ曹長によれば、ソロマチンの死後、彼女は憑かれたように空戦にのめり込むようになっていったといわれる。
リトヴァクは1943年5月にドイツ軍の観測気球を機銃掃射で破壊している。ドイツ陸軍砲兵はこれらの気球からの報告を目標設定の補助としていた。気球を排除することは他のソ連パイロットも試みていたが、気球の分厚い保弾帯によって全て失敗に終わっていた。リトヴァクは対気球掃討作戦に志願していたが、退けられていた。そこで彼女は自分の計画を司令官に説明する。それは戦場の境界線上空を大きく旋回したのちに後方から攻撃するというものであったが、この戦術が効果を発揮し、多数の気球を破壊することができた。
1943年6月13日、リトヴァクは第73護衛戦闘航空連隊第3飛行中隊長に任じられた。

### 最期の任務
1943年8月1日、リディアはドンバスにあるクラスニィ・ルーチ基地へ帰還しなかった。任務は対ドイツ空軍攻撃隊への索敵攻撃で、彼女にとってこの日4度目の出撃だった。リディアがドイツ空軍爆撃機の集団を攻撃中、一組のBf 109が急降下してきた。ソ連のパイロット、イヴァン・ヴォリセンコはこう述懐している。「ドイツの爆撃機を援護してBf 109が飛んでいることをリーリャはわかっていなかったんだ。対になったBf 109が急降下してきて、彼女はそれを迎え撃とうとした。でもそこで雲が影になってまったく見えなくなった」。ヴォリセンコはこの戦闘に関わり、リディアの最期をみた人間でもある。雲の切れ間から見えた彼女のYak-1 は被弾し煙を吐きつつ8機ほどのBf 109に追われていたという。彼女をみつけることができるかとヴォリセンコは降下したものの、パラシュートも爆発も確認できなかった。この状況からソ連当局は彼女の戦死を認めず捕虜になったものと疑い、それが彼女のソ連邦英雄叙勲の妨げになってしまう。

## 発見と論争

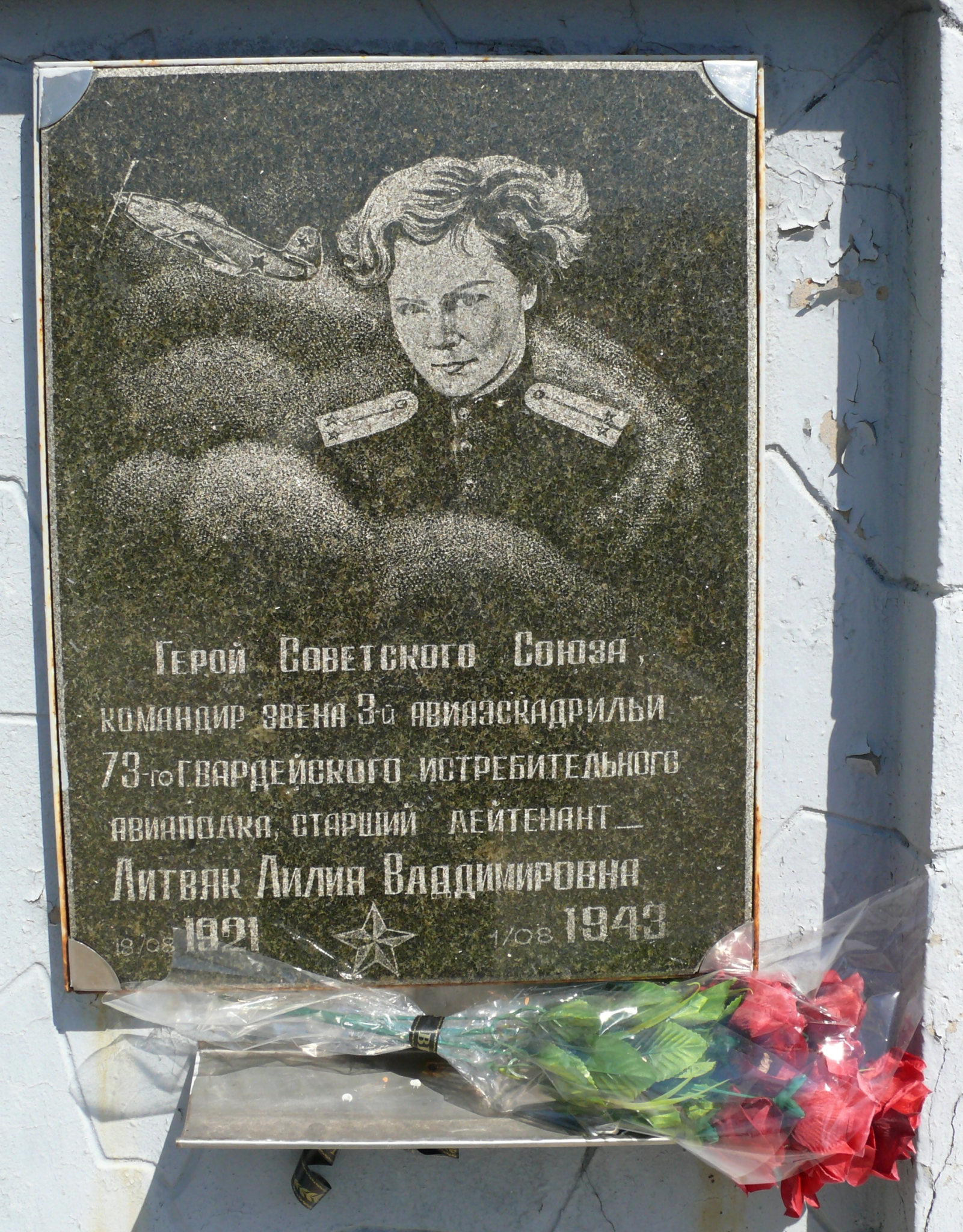
リトヴァクの墓標

リトヴァクが捕虜になっていないことを証明するため、パスポルトニコワは国民やメディアの支援をうけて36年をかけてYak-1の墜落現場をまわった。はじめの3年間、彼女は親戚たちとともに最も近い地域を金属探知機でもって徹底的に捜索した。1979年までには90以上の墜落現場を回り、30機以上の墜落機と行方不明になっていたパイロットを発見してきた。そして同年、「捜索隊は、ある身元不明の女性パイロットがドミトリエフカ村に埋められていることを発見した。...シャフテルスク州だった」。それがリトヴァクであり、彼女は頭部に致命傷を負って戦死したものと推察された。パスポルトニコワが語るところでは、掘り返された遺体をみるための専門家会議がもたれ、遺体がリトヴャクのものだと結論づけられた。
1990年5月6日、ゴルバチョフ大統領によりリトヴァクの国葬が執行され、同時に彼女にはソ連邦英雄の称号が贈られた。彼女の最終階級は上級中尉である。

### 死について
公式記録としてのリトヴァクの死に異論を挟む主張も少なくない。クラスノ・ルーチのリトヴァク博物館研究員であるエカテリーナ・ヴァシチェンコは、遺体が法医学の専門家によって掘り起こされ、調査が行われたうえで実際にリトヴァクだと確定されたと述べる一方で、カジミエーラ・ジャニナ・ジーン・コータムはエカテリーナ・ポルニナによって提供された証拠にもとづいて、遺体はいまだ発見されておらず、その検証はいくつかのレポートを比較したにすぎないとしている。コータムはソビエト期の女性軍人についての著書を出している研究者であるが、リトヴァクは被弾した戦闘機を胴体着陸させた後、ドイツ軍に捕捉されて強制収容所へ入れられたと結論づけている。2004年の著書のなかで、ポルニナは不時着した飛行機からリトヴァクがドイツ軍に引き出され、捕虜になったことを彼女自身に結論づけさせた証拠を並べている。2000年に、ニーナ・ラスポロワはテレビにリトヴァクが映ったと思った。彼女が見たのはスイスの番組である。そこに登場した三児の母であるというロシア人女性は、かつてのソ連のパイロットであり、第二次大戦中に二度の怪我を負ったと紹介された。ラスポロワはその目撃例をポルニナに伝えている。

### スコア
リトヴァクのスコアは出版物ごとに異論がある上、公式な記録はない。最もよく挙げられるのは、11の個人スコアと3つの協同スコアというものだ。しかし、個人スコアを8、協同を4としたり、個人スコアを12、協同を2とするものもある。パスポルトニコワは1990年に記録は気球も含めた12が単機であり、3が協同だと述べている。ポルニナは、ソ連のパイロットの撃墜数はしばしば水増しされるもので、それはリトヴァクやブダノワもそうだと書いている。その上で、リトヴァクのスコアは観察気球も含めて単機で5、協同で2とすべきだとする。

## 白い百合と白い薔薇
リトヴァクは乗機の機体に白い百合のパーソナルマークを描いていたといわれ、ソビエトの新聞発表では「スターリングラードの白百合」と呼ばれていた。これは、マドンナリリーが白い百合の花としてロシア語訳されたものである。また欧米では「スターリングラードの白薔薇」とも呼ばれている。彼女の偉業が英語圏で紹介されてからのことである。かつてコヴェントリー
で彼女を題材にした演劇「白薔薇」が演じられている 。

## 撃墜記録
- 1942年　Ju 88、Bf 109
- 1943年　Ju 87
- 1943年　Fw 190（共同撃墜）
- 1943年　Ju  88
- 1943年　Bf 109
- 1943年　Bf 109
- 1943年　Bf 109
- 1943年　飛行船
- 1943年　Ju 88
- 1943年　Bf 109（共同撃墜）
- 1943年　Bf 109
- 1943年　Bf 109
- 1943年　Bf 109（共同撃墜）
- 1943年　Bf 109

## 顕彰
ソ連邦英雄。レーニン勲章、赤旗勲章、一等及び二等祖国戦争勲章、赤星勲章を受章。
彼女が住んでいたモスクワのノヴォスロヴォーツカヤ通り14番街には、彼女の記念碑が建てられた。

## リディア・リトヴァクを扱った作品

### 書籍
- 小説『出撃!魔女飛行隊』（学研、著：ブルース・マイルズ）ISBN-10: 4059012467、ISBN-13:978-4059012467
- コミックス『戦記伝説 翼をもつ魔女』（学研、作：吉原昌宏） - 戦記雑誌『歴史群像』（学研）にて2011年12月号(No.110)から[32]2021年12月号(No.170)[33]まで連載（完結）。
- コミックス『白百合は朱に染まらない』（講談社、作：平沢ゆうな） - 主人公が配属される空軍婦人部隊の同僚として作中に登場。
- コミックス『不屈の大空 飛翔篇 航空人列伝』収録『史上最高の女性撃墜王 "リーリャ"・リトヴァク』（学研、作：たなかてつお）
- コミックス『戦争は女の顔をしていない』シリーズ 第1巻収録 第6話「一等飛行士アントニーナ・グリゴリエヴナ・ボンダレワ中尉と航空隊クラヴジヤ・イワーノヴナ・テレホワ大尉の話」（KADOKAWA、原作：スヴェトラーナ・アレクシエーヴィチ、監修：速水螺旋人、画：小梅けいと）
- 兵器・戦記解説書『世界の傑作機』シリーズ NO.138 『WW2ヤコヴレフ戦闘機』収録『スターリングラードに散ったユリ - 女性エースにまつわる風説（文林堂、著：藤田勝啓）』

### 映像作品
- 映画『ナイト・スワローズ 空爆戦線:ユニット46』（2012年ロシア）
- ドキュメンタリー・ネット動画『【戦場の乙女】リディア・リトヴァク！ソ連が誇る女性エースパイロットを解説！ - YouTube』（2020年4月18日、作：世界ミステリーch 2nd 【過去動画倉庫】）
- ドキュメンタリー・ネット動画『【War Thunder MAD／FELT ~Good bye～】Lydia Litvyak 白百合と呼ばれたパイロット - YouTube』（2019年9月30日、作：kezu 0120_ZERO）
- ドキュメンタリー・ネット動画『Lydia Vladimirovna Litvyak - YouTube』（2014年1月5日、作：Lydia Vladimirovna Litvyak）
- ドキュメンタリー・ネット動画『Last flight of Lydia Litvyak, Soviet Union's woman air ace - YouTube』（2016年1月1日、作：tanoovich）
- ドキュメンタリー・ネット動画『［VR］［WarThunder］Yak-1B‼ - YouTube』（2019年10月10日、作：SN4RQ）
- ドキュメンタリー・ネット動画『Прекрасный полК Фильм 1 й 'Лиля' - YouTube』（2017年11月20日、作：ГАРНИЗОН-ФИЛЬМ）
- ドキュメンタリー・ネット動画『Артем Драбкин и Михаил Тимин: "Литвяк". Какой фильм нам нужен? - YouTube』（2019年10月16日、作：TacticMedia）
- ドキュメンタリー・ネット動画『Лидия Литвяк –«Белая лилия» Сталинграда. Выдержки из наградных листов - YouTube』（2019年2月13日、作：NarOboz History）
- ドキュメンタリー・ネット動画『Белая Лилия Сталинграда лётчик-ас Лидия Литвяк. Первая в мире по числу воздушных побед среди женщин. - YouTube』（2019年7月10日、作：История Онлайн）
- ドキュメンタリー・ネット動画『Литвяк Лидия Владимировна - YouTube』（2011年11月27日、作：MyFeldsher）

### ゲームソフト
- 『IL-2 Sturmovik』シリーズ 第7作『IL-2 Sturmovik: Battle of Stalingrad』（1C Game Studios） - 2020年8月18日より無償提供開始された大型アップデート「4.009 Update Released - Hell Hawks, USSR Female Pilot, New Map & P-40E 4K Skins!」適用により追加される。公式HP
- 『WW2 Wings of Glory — スターター・セット』（Ares Games） - 公式HP

### 模型
- 1:48『Yakovlev Yak-1』（#3424）、Accurate Minitures、1998年発売。デカールにリトヴァク乗機とされる黄色44番機が付属。
- ミニチュア『Wings of Glory - WWII - Airplane Packs(1:200)』シリーズ1『Yakovlev Yak-1 - Lydia Vladimirovna Litvjak』（販売：Ares Games、発売年：2012年） - 前述の同名ゲームソフト・タイアップ製品。解説HP

### 伝記
- Bergström, Christer (2007). Barbarossa—The Air Battle: July–December 1941. Classic Publications. ISBN 1857802705
- Bergström, Christer. Stalingrad—The Air Battle: 1942 through January 1943. Hinckley England, Midland, 2007. ISBN 978-1-85780-276-4.
- Goodpaster-Strebe, Amy (2007). Flying for Her Country: the American and Soviet women military pilots of World War II. Greenwood Publishing Group. ISBN 0275994341
- Jackson, Robert. Air Aces of WWII. Ramsbury, MarloboRugh, Vital Guide, Airlife Crowood Press, 2003. ISBN 1-84037-412-8.
- Myles, Bruce (1981). Night Witches: the untold story of Soviet women in combat. Mainstream. ISBN 0906391229
- Noggle, Anne (1994). A Dance with Death: Soviet Airwomen in World War II. Texas A&M University. ISBN 089096601X
- Pennington, Reina (1997). Wings, Women, and War: Soviet Airwomen in World War II Combat. University Press of Kansas. ISBN 0700615547
- Polunina, Ekaterina K. (2004). Devčonki, podružki, letčicy. Izdat. Dom "Vestnik Vozduš. Flota"
- Morgan, Hugh. Gli assi Sovietici della Seconda guerra mondiale (in Italian). Edizioni del Prado/Osprey Aviation, 1999. ISBN 84-8372-203-8.
- Polak, Tomas with Christofer Shores. Stalin's Falcons—The aces of the red star. London, Grub Street, 1999. ISBN 1-902304-01-2.
- Sakaida, Henry (2003). Heroines of the Soviet Union: 1941-45. Osprey Publishing. ISBN 978-1-84176-598-3
- Seidl, Hans D. Stalin's Eagles—An illustrated Study of the Soviet Aces of World War II and Korea. Atglen, PA, Schiffer Military History, 1998. ISBN 0-7643-0476-3.
- Spick, Mike. The complete fighter ace: all the world' fighter aces, 1914–2000. London, Greenhill Books, 1999. ISBN 1-85367-374-9.